# Jundiaí (gemeente)
Jundiaí is een gemeente in de Braziliaanse deelstaat São Paulo. De gemeente telt 409.497 inwoners (schatting 2017). 
De plaats is zetel van het rooms-katholieke bisdom Jundiaí. 

## Hydrografie
De plaats ligt aan de rivier de Jundiaí.

## Aangrenzende gemeenten
De gemeente grenst aan Cabreúva, Cajamar, Campo Limpo Paulista, Franco da Rocha, Itatiba, Itupeva, Jarinu, Louveira, Pirapora do Bom Jesus en Várzea Paulista.

## Verkeer en vervoer
De plaats ligt aan de radiale snelweg BR-050 tussen Brasilia en Santos. Daarnaast ligt ze aan de wegen SP-300, SP-330, SP-332, SP-348 en SP-360.

## Geboren
- Romeu Pellicciari, "Romeu" (1911-1971), voetballer
- Dalmo Gaspar, "Dalmo" (1932-2015), voetballer
- Wilson Witzel (1968), gouverneur van Rio de Janeiro[3]
- Alex Sandro Mendonça dos Santos, "Cicinho" (1986), voetballer
- Lucas Veríssimo (1995), voetballer